# Dobrovíz
Dobrovíz település Csehországban, Nyugat-prágai járásban. Dobrovíz Hostouň, Prága, Běloky, Kněževes, Hostivice, Středokluky és Jeneč településekkel határos. Lakosainak száma 569 fő (2024. január 1.).

## Népesség
A település lakosságának változását az alábbi diagram mutatja:
| Lakosok száma | 510  | 519  | 607  | 618  | 550  | 466  | 537  | 548  | 572  | 569  |
|               | 1869 | 1890 | 1921 | 1950 | 1980 | 2001 | 2017 | 2019 | 2022 | 2024 |